# Art of Loving
『Art of Loving』（アート・オブ・ラヴィング）は、シンシア（南沙織）通算21枚目のオリジナル・アルバム。1993年10月1日発売。発売元はソニーレコード。

## 概要
CD帯コピー：生きる勇気、ひたむきな愛
30枚目のシングル「約束」（1993年3月21日）、31枚目のシングル「よろしく哀愁」（1994年5月21日）のカップリング曲「Art of Loving」を含む、21枚目のオリジナル・アルバム。現時点でのラスト・アルバムとなっている。過去に「シンシア」（1974年7月1日）という楽曲を製作したこともある吉田拓郎から楽曲提供を受けた（M-2「黒い瞳」）。楽曲提供はこのアルバムが初めてである（「結婚しようよ」を1974年7月21日発売の9枚目のアルバム『夏の感情』でカヴァーしたことはある）。
アルバムのタイトル・チューン「Art of Loving」は、1975年にレコード・デビューを果たした山崎ハコが作曲したもの。アルバムのスタッフ・クレジット ″Special Thanks″ に山崎の名前がある。
35周年CD-BOX『Cynthia Premium』に収納された紙ジャケット盤には、アルバム未収録であった「愛は一度だけですか」（1996年1月21日）と「初恋」（1997年4月21日）、およびそれぞれのカップリング曲がボーナス・トラックとして収録された。
CDパッケージでの生産は中止されており、音楽配信でのみ購入が可能である（2008年現在）。
2022年に『MATURITY』とともに初アナログ化されSony Music Shopにて発売された。（今作のアナログ盤規格品番はDQJL-7142）

## 収録曲

### オリジナル盤
1. 誓い
作詞：売野雅勇、作曲：井上大輔、編曲：萩田光雄
2. 黒い瞳
作詞：康珍化、作曲：吉田拓郎、編曲：萩田光雄
3. Knife and Cake
作詞・作曲：伊勢正三、編曲：萩田光雄
4. ちゃんと生きたらふざけてもいいんだよ 〜心から笑うために〜
作詞：まさごろ、作曲：都志見隆、編曲：萩田光雄
5. 悪いけど
作詞：有馬三恵子、作曲：伊藤薫、編曲：大谷幸
6. 約束
作詞：阿久悠、作曲：伊勢正三、編曲：萩田光雄
  - JR東日本 コマーシャルソング。
7. イリュージョン
作詞・作曲：別所秀彦、編曲：萩田光雄
8. そのあとの二人
作詞：安藤芳彦、作曲：羽場仁志、編曲：大谷幸
9. 雨のイマージュ
作詞・作曲：尾関昌也、編曲：尾関昌也・松本浩之介
10. Art of Loving
作詞：売野雅勇、作曲：山崎ハコ、編曲：大谷幸
  - 31stシングル「よろしく哀愁」のカップリング曲としてシングルカットされた。

### Cynthia Premium盤
1. 誓い
2. 黒い瞳
3. Knife and Cake
4. ちゃんと生きたらふざけてもいいんだよ 〜心から笑うために〜
5. 悪いけど
6. 約束
7. イリュージョン
8. そのあとの二人
9. 雨のイマージュ
10. Art of Loving

#### ボーナス・トラック
1. 愛は一度だけですか
作詞：阿久悠、作曲：都志見隆、編曲：重実徹
  - CX系ドラマ『その灯は消さない』主題歌。
2. 万華鏡
作詞：阿久悠、作曲：都志見隆、編曲：大堀薫
  - 32ndシングル「愛は一度だけですか」のカップリング曲。
3. 初恋
作詞：山本次郎・補作詞：夏実唯、作曲：山本次郎、編曲：梅垣達志
  - フィリップモリス コマーシャルソング。
4. うみ そら かわ
作詞：康珍化、作曲：亀井登志夫、編曲：白井良明
  - 33rdシングル「初恋」のカップリング曲。

## 関連作品

### オリジナル盤
- 約束
  - 約束 (シンシアの曲)#収録作品を参照。
- Art of Loving
  - よろしく哀愁を参照。

### Cynthia Premium盤
- 愛は一度だけですか
- 万華鏡
  - 以上は愛は一度だけですか#収録作品を参照。
- 初恋
- うみ そら かわ
  - 以上は初恋#収録作品を参照。

## 発売履歴
- 1993年10月1日 - CD
- 2006年6月14日 - CD （紙ジャケット・高音質マスターサウンド）
  - 35周年CD-BOX『Cynthia Premium』の1枚。個別販売はない。